# Dictyophara palisoti
Dictyophara palisoti är en insektsart som beskrevs av Metcalf 1946. Dictyophara palisoti ingår i släktet Dictyophara och familjen Dictyopharidae.
Artens utbredningsområde är Etiopien. Inga underarter finns listade i Catalogue of Life.